# St Peter, Paul's Wharf
St Peter, Paul's Wharf est une église paroissiale de l'Église d'Angleterre de la Cité de Londres. Elle a été détruite lors du grand incendie de 1666.

## Histoire
Mentionnée pour la première fois au XIIe siècle, elle se trouvait au nord de Upper Thames Street (en) dans le quartier de Queenhithe. La paroisse a persisté à utiliser le Livre de la prière commune pendant la guerre civile. 
L'église, comme la plupart des autres églises paroissiales de la ville, est détruite par le grand incendie de 1666. Une loi de reconstruction est adoptée et un comité est mis en place sous la direction de Christopher Wren pour décider lesquelles seraient reconstruites. Cinquante et une églises sont choisies, mais St Peter Paul's Wharf n'en fait pas partie. Après l'incendie, la paroisse est réunie à celle de St Benet Paul's Wharf (en) .